# Drumlin

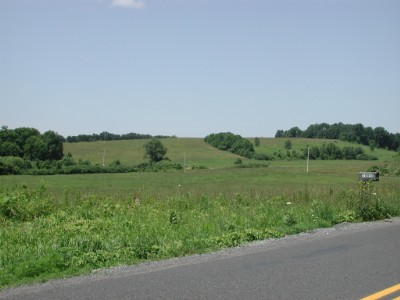
Drumlin en Cato, Nueva York.

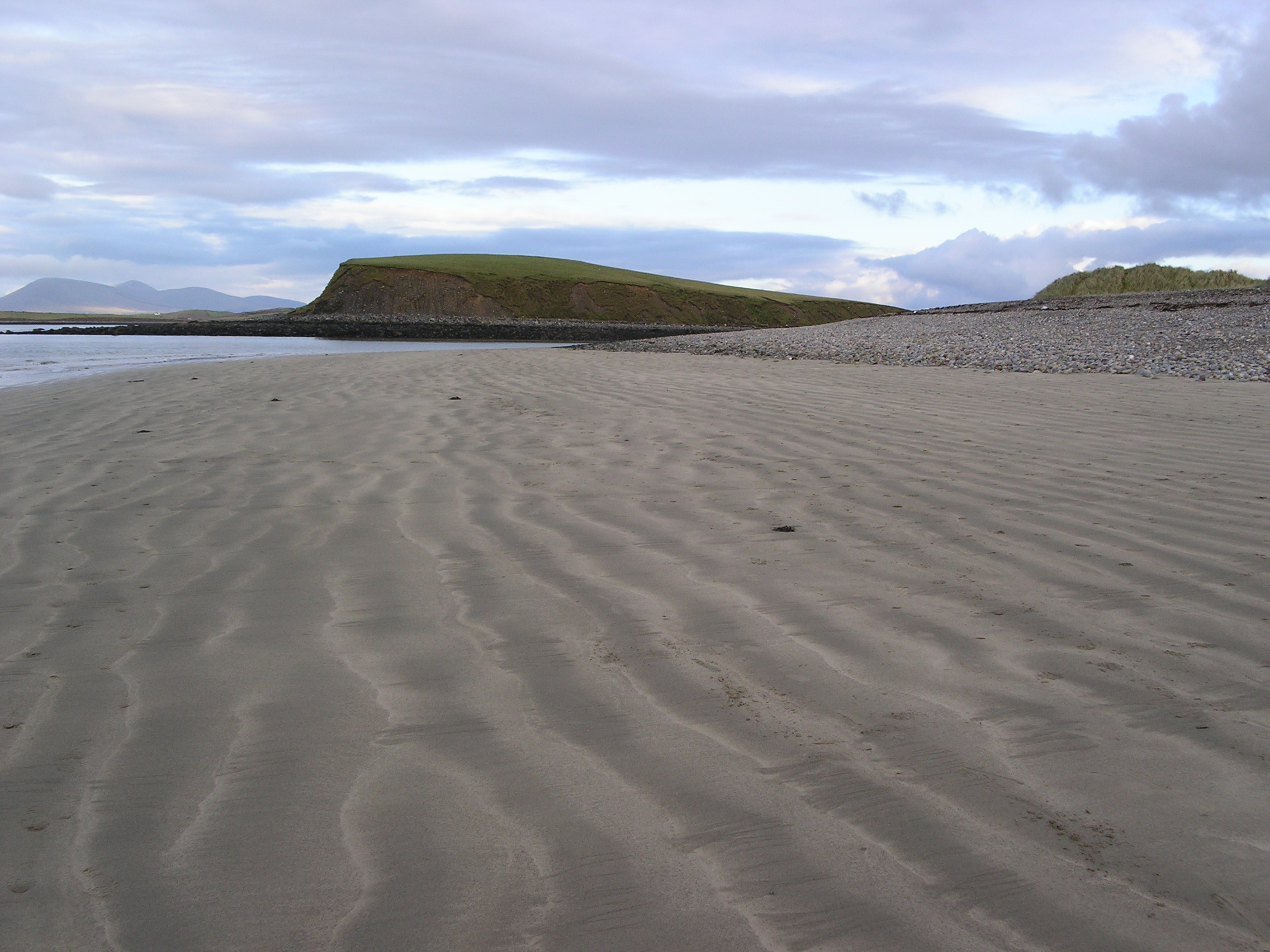
Drumlin en Clew Bay, Irlanda.

Diferentes formaciones glaciales.

Perfil y planta de un drumlin.

Un drumlin (derivado de la palabra gaélica druim, colina redondeada o montículo, de la que hay constancia de su uso en 1833) es una forma de relieve de origen glacial, un pequeño montículo de laderas lisas, de forma aerodinámica, formado frecuentemente por debajo de hielo glaciar en movimiento. Su forma, con un extremo más afilado que otro, se debe al modo en el que el glaciar discurrió por él o a su alrededor. Son colinas bajas, de forma dómica o de cuchara invertida, alargada en la dirección del movimiento del hielo, con la pendiente más suave apuntando en la dirección hacia la cual el hielo se desplazaba. Están formados por acumulación de sedimentos glaciares como tills y morrenas.

## Formación
Drumlins y los grupos de drumlins son geoformas de origen glaciar ampliamente estudiadas que se componen principalmente de till glacial. Los geólogos han propuesto varias teorías acerca de su origen. Se forman a corta distancia dentro del hielo glaciar y registran la dirección final de movimiento del hielo antes de su retroceso. Los drumlins se presentan en formas simétricas, parabólicas y transversalmente asimétricas. Los dumlins se encuentran comúnmente junto a otras geoformas glaciales con las cuales están relacionadas en una escala regional. Los patrones a gran escala de los drumlins sugieren una formación relacionada con valles en túnel, eskeres, scours y rocas del basamento expuesta por erosión (scalloping y sichelwannen).